# Epithematoideae
Sous-famille
Les Epithematoideae sont une sous-famille de plantes à fleurs, de la famille des Gesnériacées.

## Taxonomie
Dans certaines classifications, tous les genres sont inclus dans la tribu des Epithemateae au sein de la sous-famille des Didymocarpoideae.

## Liste des genres
Selon BioLib (10 juillet 2025):
- Epithema Blume
- Gyrogyne W.T. Wang
- Loxonia Jack
- Monophyllaea R. Br.
- Rhynchoglossum Blume
- Stauranthera Benth.
- Whytockia W.W. Sm.

## Publication originale
- Weber A., 2004: Gesneriaceae. In Kubitzki, K. & J. Kadereit (eds.): The families and genera of vascular plants. Vol. 7. Dicotyledons. Lamiales (except Acanthaceae including Avicenniaceae). Pp. 63-158. Berlin/Heidelberg: Springer.